# Rudnik (Kąkolewnica)
Rudnik – część wsi Kąkolewnica we wschodniej Polsce położona w województwie lubelskim, w powiecie radzyńskim, w gminie Kąkolewnica. 
Do końca 2010 odrębna wieś. 
W latach 1975–1998 Rudnik należał administracyjnie do województwa bialskopodlaskiego.
Miejscowość  stanowi sołectwo gminy Kąkolewnica.